# Олуствере (волость)
О́луствере (ест. Olustvere vald) — волость в Естонії, одиниця самоврядування в повіті Вільяндімаа з 19 грудня 1991 до 1 листопада 2005 року.

## Географічні дані
Площа волості — 144 км2, чисельність населення в 2005 році становила 1595 осіб.

## Населені пункти
Адміністративний центр — селище Олуствере (Olustvere alevik).
На території волості також розташовувалися 12 сіл (küla):
Аймла (Aimla), Вийваку (Võivaku), Куг'явере (Kuhjavere), Куйавере (Kuiavere), Курнувере (Kurnuvere), Кяревере (Kärevere), Мудісте (Mudiste), Мяекюла (Mäeküla), Рійассааре (Riiassaare), Тяексі (Tääksi), Юлде (Ülde), Яска (Jaska).

## Історія
19 грудня 1991 року Олуствереська сільська рада була перетворена у волость зі статусом самоврядування.
16 червня 2005 року Уряд Естонії постановою № 142 затвердив утворення нової адміністративної одиниці шляхом об'єднання міського самоврядування Сууре-Яані та волостей Сууре-Яані, Олуствере і Вастемийза, визначивши назву нового муніципалітету як волость Сууре-Яані. Зміни в адміністративно-територіальному устрої, відповідно до постанови, набрали чинності 1 листопада 2005 року після оголошення результатів виборів до волосної ради нового самоврядування. Волость Олуствере вилучена з «Переліку адміністративних одиниць на території Естонії».